# Kodra (wycinanka)

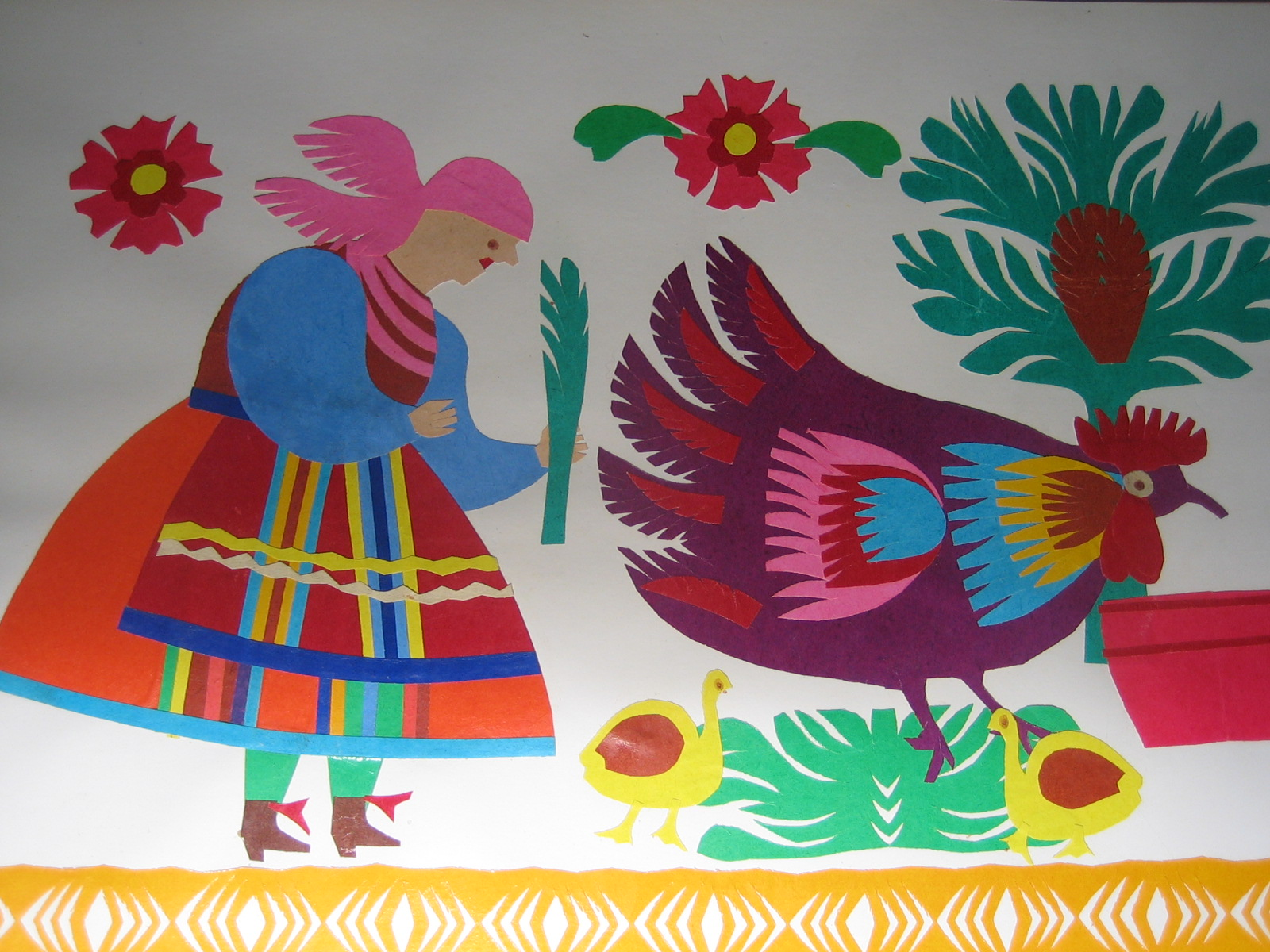
Fragment obrazkowej kodry łowickiej.

Kodra – jeden z trzech typów łowickiej wycinanki, obok „gwiozdy” i „tasiemki”, dawny element dekoracyjny wnętrz chłopskich chałup.

## Rys historyczny
Historia wycinanek łowickich sięga II połowy XIX wieku, kiedy to zaczęto nimi dekorować wnętrza chłopskich chałup. Tradycja ta przyszła do polskiej sztuki ludowej z kultury żydowskiej. Żydzi zawieszali wycinanki z liturgicznymi ozdobieniami na oknach swoich domów w czasie świąt. Wycinanki łowickie są właściwie nalepiankami z ręcznie wycinanych barwnych fragmentów papieru. Posiadają najczęściej wielokolorowe kwiatowe i figuralne motywy.

## Technika
Kodry to wycinanki wykonywane na podłożu w kształcie prostokąta o ułożeniu poziomym, zawierające najczęściej motywy kwiatowe, sceny rodzajowe z życia wsi oraz elementy zoomorficzne. Ich nazwa wywodzi się od kołtryn; staroświeckich poprzedniczek tapet. Wcześniej nazywane były również toflami . Kodry z motywami kwiatowymi posiadają zazwyczaj trzy lub jedną oś symetrii. Obrazkowe natomiast, przedstawiające sceny z życia wsi, najczęściej nie są symetryczne, a ich przestrzeń traktowana jest w sposób malarski tak jak w obrazach .
Są wykonane przez warstwowe naklejanie papieru kolorowego w kolejności od największych do najmniejszych elementów; podłoże stanowi biały karton. Wykonywano je ręcznie za pomocą nożyc do strzyżenia owiec. Kodry, pełniące funkcje ozdobne, były najczęściej umieszczane na belkach pod stropem, na ścianach pomiędzy oknami lub nad drzwiami do chałupy.
Obecnie wycinanki łowickie nie pełnią funkcji użytkowej. Są popularną pamiątką kojarzoną z regionem łowickim.